# Vicente Lusitano
Vicente Lusitano   (Portugal, 1520 (Gregorià) - 1561 (Gregorià)) fou un compositor i musicòleg portuguès del Renaixement.
Se sap que el 1551 vivia a Roma, i és conegut principalment per la discussió teòrica sobre els gèneres de la música de l'antiga Grècia (diatònic, cromàtic i enharmònic) i la seva aplicació a la música contemporània, que sostingué en la capella vaticana amb Nicola Vicentino, i en el qual els jutges donaren la raó a Lusitano.
A més d'una col·lecció de motets a sis i vuit veus (Roma, 1631), deixà una obra titulada Introduttione facilíssima e novíssima di canto fermo figurato, contrapunto simplice e in concerto con regole per faré fughe.